# Christine Rey
Christine Rey (ur. 6 sierpnia 1969) – francuska judoczka. Startowała w Pucharze Świata w latach 1991, 1993 i 1995-1998. Złota medalistka mistrzostw Europy w drużynie w 1997 i srebrna w 1994. Brązowa medalistka akademickich MŚ w 1994, a także igrzysk frankofońskich w 1994. Mistrzyni Francji w 1993 roku.